# Quirino (Isabela)
Pour les articles homonymes, voir Quirino.
Quirino est une municipalité de la province d’Isabela, aux Philippines.